# Stefan I Święty

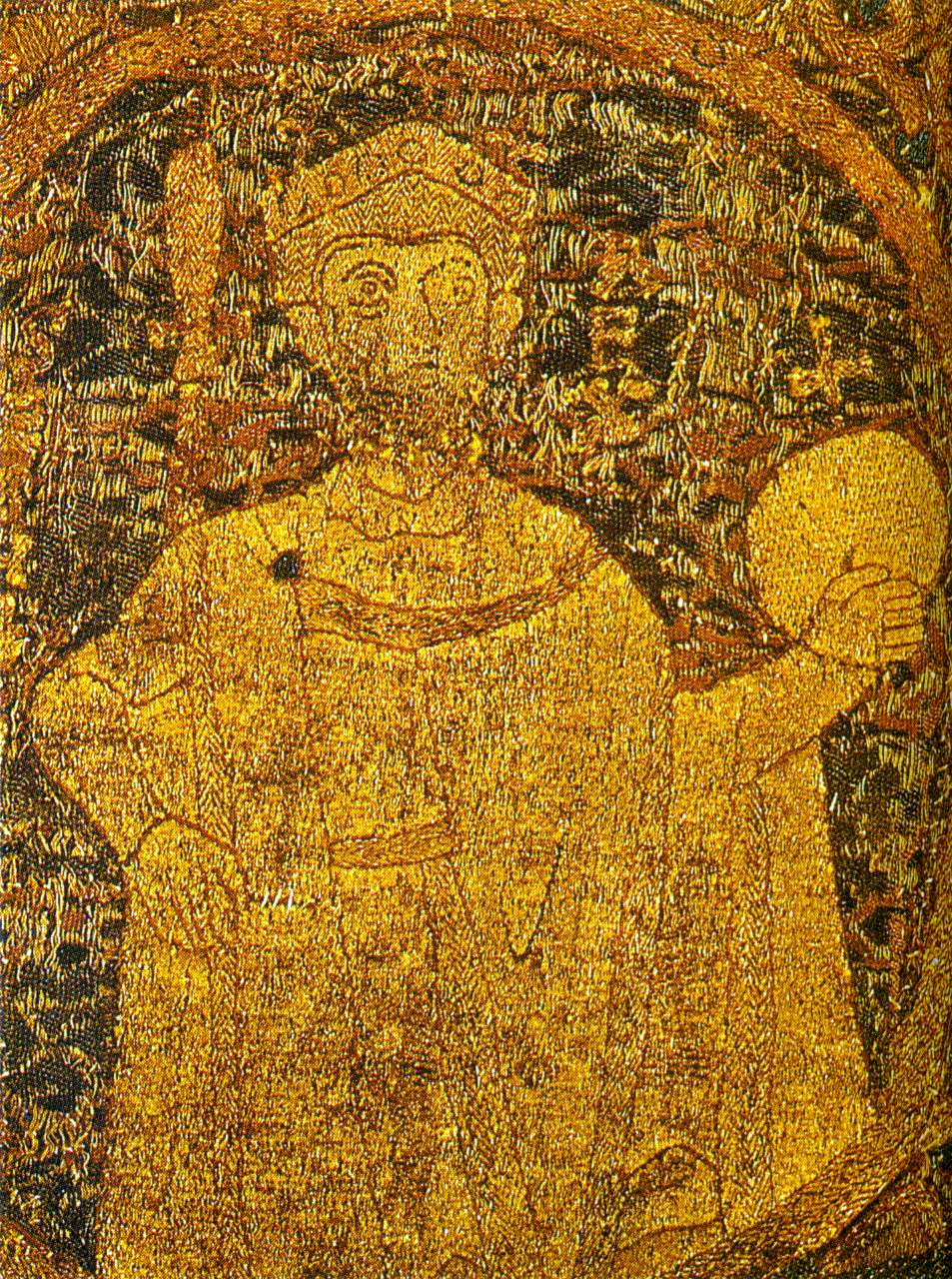
Przedstawienie Stefana I na węgierskim całunie koronacyjnym z 1031 r.

Stefan I Święty, zw. Węgierskim węg. I Szent István király, cs. Swiatitiel Stiefán I Wiengierskij, pierwyj korol i proswietitiel Wiengrii, ur. jako Vajk (ur. ok. 969, zm. 15 sierpnia 1038) – książę Węgier od 997 roku, król od 1001 roku z dynastii Arpadów. Pierwszy węgierski władca koronowany na króla. W ciągu swojego panowania zjednoczył węgierskie plemiona w jedno feudalne państwo. Znacznie powiększył terytorium Węgier oraz doprowadził do końca proces ich chrystianizacji. Założyciel dwóch arcybiskupstw w Ostrzyhomiu i Kalocsy oraz ośmiu biskupstw, święty Kościoła katolickiego i Cerkwi Prawosławnej.

## Wczesne lata życia

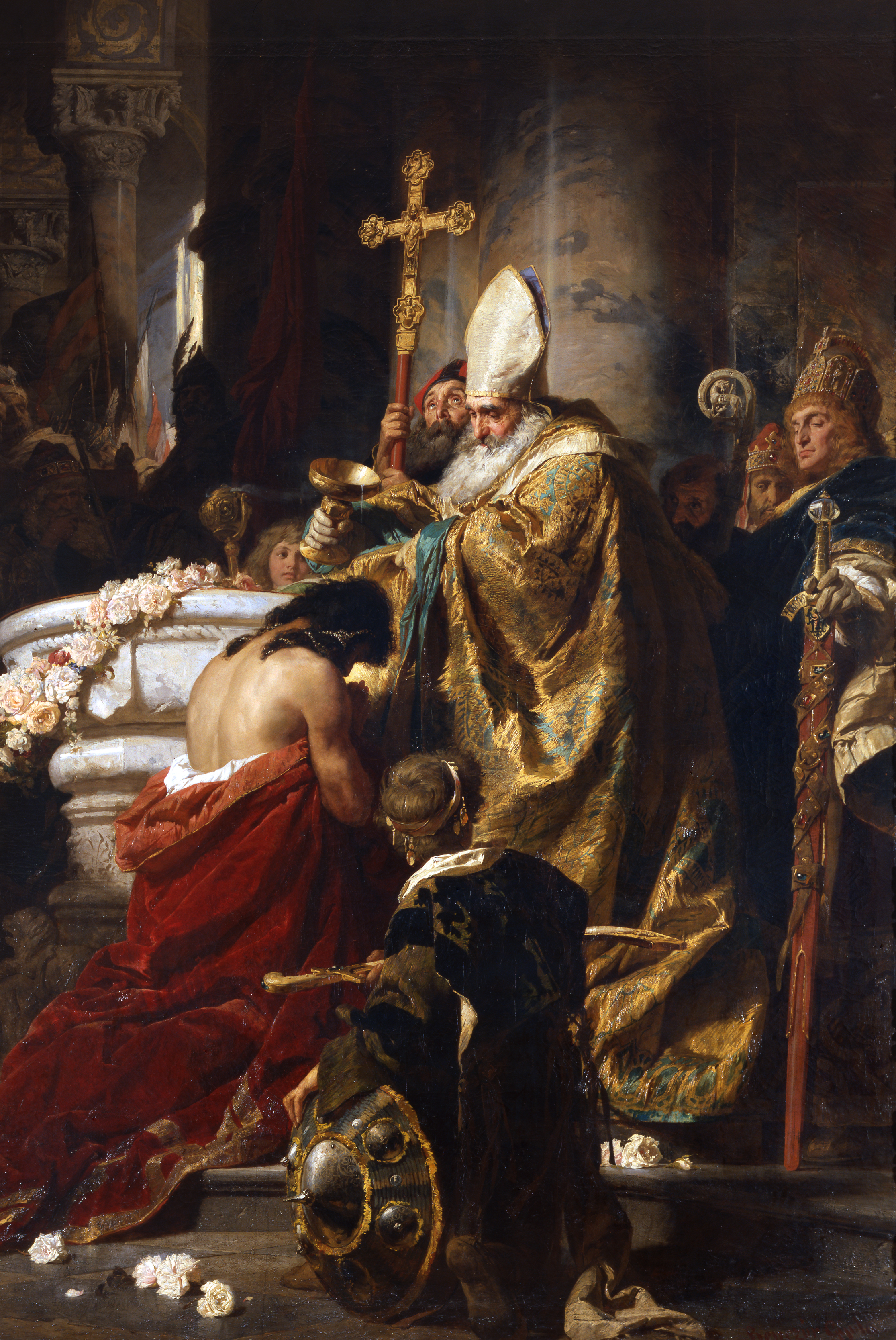
Święty Wojciech udziela chrztu Vajkowi w asyście cesarza Ottona II, mal. Gyula Benczúr, 1870

Był synem księcia Węgier Gejzy i jego żony Sarolty – córki Gyuli Siedmiogrodzkiego. W starszej literaturze utrzymywał się pogląd, że jego matką była Adelajda Biała Knegini, rzekoma siostra Mieszka I. Obecnie pogląd ten został zarzucony, a Adelajda uznawana jest przez badaczy za postać fikcyjną. Wspomniany ojciec Sarolty wyznawał wprawdzie chrześcijaństwo, tyle że przyjął on chrzest z Bizancjum. Sarolta, mimo że na dworze swojego ojca również została ochrzczona w obrządku greckim przez biskupa Hieroteosa, nie wytrwała w tej wierze. Według legendy Vajk (tak brzmiało pogańskie imię syna Gejzy) przyjął sakrament chrztu z rąk św. Wojciecha i otrzymał imię Stefan dla uczczenia pamięci św. Stefana I, papieża z III wieku. Być może owo imię zostało wybrane z innych powodów, gdyż pochodzi ono od greckiego słowa στεφανος (stefanos), co oznacza ukoronowany. Dawniej wybór imienia dla dziecka nie był sprawą przypadkową. Miało ono bowiem być wyznacznikiem losów osoby, która je otrzymywała. Wynikałoby stąd, że celem Stefana miało być podniesienie Węgier do rangi królestwa. Powód nadania synowi Gejzy imienia Stefan mógł jednak być inny. Oto bowiem narzeczona Stefana, księżniczka bawarska Gizela pochodziła z diecezji pasawskiej. Z miasta tego wywodził się również święty o imieniu Stefan i oto dla uczczenia pamięci tegoż świętego nadano Vajkowi jego imię.
Kiedy Stefan osiągnął wiek dorosły, jego ojciec Gejza zwołał wiec, który zadecydował, że jego syn zostanie jego następcą jako książę Węgrów. Decyzja ta, jakkolwiek niezgodna ze zwyczajem plemion węgierskich, wprowadzała zasadę sukcesji na wypadek śmierci panującego.
W roku 996 Stefan poślubił Gizelę, córkę księcia bawarskiego Henryka Kłótnika. Stał się tym samym szwagrem przyszłego cesarza Henryka II, syna Henryka Kłótnika. Wraz z Gizelą na dwór jej męża przybyli niemieccy rycerze, którzy siłą swego oręża mieli dopomóc dziełu chrystianizacji Węgier.

## Władca Węgrów
Stefan objął rządy po śmierci swojego ojca, w 997 r. W początkach swojego panowania musiał uporać się ze swoim wujem Koppányem, który był potężnym pogańskim władcą w okolicach Somogy. Pokonał go w bitwie koło Veszprém, i po tym zwycięstwie przyjął tytuł wielkiego księcia Węgrów. Do zwycięstwa Stefana przyczynili się w dużej mierze rycerze niemieccy, dowodzeni przez dwóch jego braci – Honta i Pázmányiego. Mniej więcej w tym samym czasie węgierski władca założył klasztor benedyktynów w miejscowości Pannonhalma. Tak więc Stefan rozszerzył swoje panowanie na terenie Transdanubii, ale nadal nie we wszystkich częściach Węgier uznawano jego władztwo.

## Pierwszy król Węgier
Zgodnie z węgierską tradycją historyczną papież Sylwester II, za zgodą cesarza Ottona III posłał Stefanowi wspaniałą złotą koronę zwieńczoną krzyżem apostolskim, a wraz z nią list, w którym oficjalnie uznawał władcę Madziarów za katolickiego króla Węgier. Ten czyn następcy św. Piotra był potem interpretowany jako jego zgoda na uwolnienie Węgier spod zależności Niemiec. Koronacja królewska Stefana I odbyła się 25 grudnia 1000 r. lub 1 stycznia 1001 r.
Z osobą pierwszego króla Węgier związane są pojęcia Kraje Korony Świętego Stefana oraz Święta Korona. Pierwszego z nich zaczęto później używać dla określenia wszystkich ziem wchodzących w skład historycznego Królestwa Węgier. Drugie z kolei odnosi się do owej bogato zdobionej, przecudnej korony, która zgodnie z legendą miała stanowić dar papieża Sylwestra II dla Stefana. Jej powstanie jest jednak datowane dopiero na XII wiek. Wynika z tego, że pierwszy władca Królestwa Węgier de facto nigdy nie miał z nią styczności.
Po swojej koronacji lub krótko przed nią Stefan I utworzył pięć biskupstw: w Veszprémie, Győr, Vác, Kalocsy i w Bihar oraz arcybiskupstwo w Ostrzyhomiu (węg. Esztergom). W ten sposób węgierski monarcha chciał powołać do życia węgierską organizację kościelną, która byłaby niezależna od biskupstw niemieckich. Ponadto Stefan I dokonał podziału administracyjnego terytorium swojego królestwa dzieląc je na komitaty (łac. comitatus, węg. megye).
Stefan I walczył z pogaństwem i umacniał wiarę chrześcijańską nie tylko siłą oręża, ale również poprzez wprowadzanie różnego rodzaju przepisów prawa. W początkach swojego panowania wydał rozporządzenie, w którym na każde dziesięć wsi nakładano obowiązek budowy kościoła. Na jego prośbę do Węgier przybyli duchowni katoliccy z innych krajów. Ich celem miało być nawracanie Węgrów na wiarę Chrystusową. Benedyktyn Anastazy-Astryk został doradcą króla, a Św. Gerard Sagredo nauczycielem królewskiego syna, Emeryka (węg. Imre).
Około 1003 r. Stefan najechał i opanował część Siedmiogrodu (łac. Transilvania, węg. Érdely), terytorium które znajdowało się we władaniu brata jego matki, Gyuli. Po wyprawie siedmiogrodzkiej na zajętych terenach król ustanowił biskupstwo. W ciągu kilku kolejnych lat zwojowane zostały ziemie w południowej części Transdanubii, gdzie utworzono biskupstwo w Peczu. Wkrótce potem Stefan doszedł do porozumienia z Samuelem Abą, jednym z plemiennych wodzów węgierskich, który wszedł w związek małżeński z siostrą króla. Na ziemiach będących domeną królewskiego szwagra powstało kolejne biskupstwo z siedzibą w Egerze.
Koniec batalii o zjednoczenie Węgier pod władzą Stefana I nastąpił wówczas, gdy władca Królestwa Węgier pokonał Ajtonya i zagarnął jego ziemie (dzisiejszy Banat). Tam z kolei Stefan powołał do życia biskupstwo w Csanád.

## Polityka zagraniczna
Stefan prowadził także aktywną politykę zagraniczną. W czasie wojny cesarza Henryka II z polskim księciem Bolesławem Chrobrym wspierał swojego szwagra posyłając mu posiłki wojskowe. Wkrótce potem węgierski król wsparł militarnie Bolesława Chrobrego podczas jego wyprawy przeciwko Rusi Kijowskiej. W 1018 r. Stefan w sojuszu z cesarzem bizantyjskim Bazylim II zaatakował Bułgarię. Podczas tej kampanii zdobył trochę cennych relikwii.
Po śmierci Henryka II (3 VII 1024 r.) Stefan wycofał się z sojuszu z Niemcami. Ten krok króla spowodowany był zatargiem z nowym cesarzem, Konradem II. Oto bowiem ten ostatni chciał aby Węgry znajdowały się pod jego supremacją. Z kolei węgierski władca żądał Bawarii dla swojego syna Emeryka. Wkrótce między obu zwaśnionymi stronami doszło do wojny. Dla Konrada casus belli stało się uwięzienie przez Stefana biskupa Strasburga Wernera, posła niemieckiego do cesarza Bizancjum. W 1030 r. wojska Konrada II zaatakowały Węgry, ale siły węgierskie rychło zmusiły je do odwrotu. W roku następnym zawarty został pokój z Królestwem Niemieckim na mocy którego zachodnia granica Królestwa Węgier została ustalona na rzece Litawie.

## Ostatnie lata panowania i śmierć
Stefan I wyznaczył na swojego następcę Emeryka, ale ten w 1031 r. odniósł ranę podczas polowania i wkrótce potem zmarł. Po stracie jedynego syna Stefan długo pozostawał w żałobie, co z pewnością odbiło się na jego zdrowiu. Ostatecznie ozdrowiał, ale już nigdy nie powrócił do dawnej sprawności. Nie mając już syna, nie mógł znaleźć wśród swoich krewnych osoby odpowiedniej na następcę tronu, która podtrzymywałaby na Węgrzech wiarę chrześcijańską. Nie miał zamiaru powierzać królestwa swojemu krewniakowi Vazulowi, który był zwolennikiem dawnych pogańskich porządków. Lekceważony Vazul wziął udział w spisku, którego celem było pozbawienie życia Stefana. Plan jednak się nie powiódł, a król oślepił swojego krewniaka, a do jego uszu wlano rozpuszczony ołów. Ciężki los spotkał również synów Vazula: Andrzeja, Belę i Leventego, którzy zostali wygnani z kraju. Ostatecznie na swojego następcę Stefan wyznaczył swojego siostrzeńca, syna doży weneckiego Piotra Orseolo. Król Stefan I zmarł w 15 sierpnia 1038 r. w Esztergom-Szentkirály lub w Białogrodzie Stołecznym. Pewne jest, że w drugim z tych miast został pochowany.

## Kanonizacja i dzień obchodów
W 1083 r. papież Grzegorz VII dokonał kanonizacji równoważnej Stefana I wraz z jego synem Emerykiem oraz biskupem Gerhardem (węg. Szent Gellért – Św. Gellért). Święty Stefan jest uznawany za patrona Węgier, Serbii, królów węgierskich, dzieci, które umierają, tkaczy, kamieniarzy oraz murarzy.
Św. Stefan nie jest wymieniony w Kalendarzu Trydenckim. Dzień jemu poświęcony został wprowadzony do Kalendarza Gregoriańskiego w 1631 r., ale tylko jako jego wspomnienie na dzień 20 sierpnia, czyli na dzień Św. Bernarda z Clairvaux. W 1687 r. wspomnienie Św. Stefana zostało przesunięte na 2 września i tak pozostało do roku 1969, kiedy to nastąpiła rewizja Rzymsko-Katolickiego Kalendarza Świętych. Wówczas to został przesunięty dzień Św. Joachima - 16 sierpnia – a w jego miejsce poświęcono ów dzień Św. Stefanowi węgierskiemu. Data ta jest bowiem najbliższa dacie jego śmierci. Mimo to w Kościele katolickim na Węgrzech dzień św. Stefana jest obchodzony 20 sierpnia, kiedy to relikwie świętego zostały przeniesione do Budy. Święto pierwszego króla węgierskiego jest na Węgrzech dniem wolnym od pracy.
Prawa ręka króla zwana Świętą Prawicą uważana jest za relikwię. Węgrzy wierzą, że Św. Stefan na krótko przed śmiercią uniósł do góry swą prawą dłonią Świętą Koronę i zwrócił się w modlitwie do Maryi, aby roztaczała swą opiekę nad Królestwem Węgier i jego mieszkańcami. Ramię świętego zostało podzielone między różnych władców europejskich, ale Prawica świętego Stefana trafiła do miasta w Siedmiogrodzie zwanego Szent Jobb (ob. rum. Sâniob), gdzie była przechowywana jako relikwia. Później Prawica została przeniesiona do konsekrowanej w 1905 r. bazyliki jego imienia w Budapeszcie, gdzie znajduje się po dziś dzień. Oprócz Świętej Prawicy przetrwały do naszych czasów fragmenty szkieletu władcy, które są przechowywane w różnych kościołach na obszarze Węgier. Węgierscy katolicy dla uczczenia pamięci pierwszego króla swojego kraju odbywają procesje, w czasie których wystawiana jest Święta Prawica.
W roku 2000 kanonizacja Stefana I została uznana przez patriarchę Konstantynopola Bartłomieja I.
Inny przedmiot kojarzony niesłusznie z osobą Św. Stefana, mianowicie Święta Korona została w 1945 r. wywieziona z Węgier i znalazła się w posiadaniu rządu Stanów Zjednoczonych. Była przechowywana w Fort Knox do 1978 r., kiedy to amerykański prezydent Jimmy Carter zwrócił ją Węgrom. W 2000 r. koronę przeniesiono do gmachu parlamentu węgierskiego w Budapeszcie, gdzie znajduje się po dziś dzień.

## Wywód rodowodowy
| 4. Taksony |  |            |  |  |                    |
|            |  | 2. Gejza   |  |  |                    |
| 5. NN      |  |            |  |  |                    |
|            |  |            |  |  | 1. Stefan I Święty |
| 6. Gyula   |  |            |  |  |                    |
|            |  | 3. Sarolta |  |  |                    |
| 7. NN      |  |            |  |  |                    |
|            |  |            |  |  |                    |

## Żona i potomstwo Stefana I
W 996 roku Stefan poślubił Gizelę, księżniczkę bawarską, córkę Henryka II Kłótnika z dynastii Ludolfingów, i Gizeli Burgundzkiej. Z tego małżeństwa pochodził Święty Emeryk (1007-1031), następca tronu oraz zapewne kilkoro dzieci zmarłych w dzieciństwie.

## W kulturze
W 1712 roku Antonio Caldara skomponował oratorium Santo Stefano, primo Re dell’Ungheria (Święty Stefan, pierwszy król Węgier). Postać Stefana I stanowiła popularny motyw w sztuce węgierskiej. W 1874 r. malarz Gyula Benczúr namalował obraz zatytułowany Chrzest Vajka. W 1885 roku miała miejsce premiera opery Król Stefan skomponowanej przez Ferenca Erkela. Najbardziej znanym utworem muzycznym poświęconym władcy jest uwertura Król Stefan Ludwiga van Beethovena. Poza tym w 1983 r. powstała opera rockowa pod tytułem Stefan Król autorstwa Levente Szörényiego i Jánosa Bródyiego. Liczne pomniki Stefana I Świętego występują na terenie całych Węgier.